# Bohdan Smoleń
Pour les articles homonymes, voir Smoleń.
Bohdan Smoleń, né à Bielsko (Silésie) le 9 juin 1947 et mort à Poznań le 15 décembre 2016 , est un acteur, humoriste, chansonnier, artiste de cabaret et chanteur polonais.

## Biographie
Diplômé de l'École supérieure d'agriculture Hugo-Kołłątaj de Cracovie, Bohdan Smoleń commence sa carrière artistique parallèlement à ses études dans le cadre du cabaret étudiant de son école Pod Budą (pl) qu'il a créé, puis au célèbre cabaret de Poznań "Tey" (pl) : ses duos avec Zenon Laskowik qui contournent la censure du régime communiste sont très populaires.
Il enregistre également  « Smoleniowe bajanie, czyli całkiem dorosłe bajki » (contes de fées de Smoleń tout à fait adultes), une série de textes satiriques, par exemple « Bajka o pronitce z płytami », « Szklana rura i tym podobne ».
Il disparaît de la scène publique au début des années 1990 à la suite de deux drames familiaux : le suicide d'un de ses fils suivi de celui de sa femme, qui le plongent dans la dépression.
Il revient à partir de 1995 dans des programmes de cabaret et des disques humoristiques, notamment avec Sławomir Sokołowski (pl) et Aldona Dąbrowska (pl) parodiant le genre disco polo. Il anime un programme télévisé « Ludzie listy piszą » (On nous écrit des lettres) destiné aux Polonais de l'étranger sur TVP Polonia qui contribue à maintenir sa popularité.
Il met fin en 2008 pour raison de santé liée à son tabagisme invétéré qui l'amène à plusieurs hospitalisations successives pour AVC puis un infarctus à son dernier spectacle de cabaret « Nowy Rząd – Stara Bida » (Nouveau gouvernement, pauvreté ancienne).
De 1999 à 2015, il tient le rôle du facteur Edzio dans le sit-com de la chaîne commerciale Polsat Świat według Kiepskich (pl).
Il est connu également pour son engagement philanthropique en faveur des personnes, en difficulté sociale ou ayant des problèmes de santé. Il avait créé en 2007 une Fondation pour développer l'hippothérapie pour les enfants.
il est de nouveau hospitalisé à partir de mars 2016 et perd l'usage de la parole et devient hémiplégique. il meurt en décembre 2016.

## Filmographie
- 1983 : Filip z konopi  de Józef Gębski - un ouvrier